# Герб Єстрікланду
Герб Єстрікланду (швед. Gästriklands vapen) — символ історичної провінції (ландскапу) Єстрікланд.

## Історія
Герб ландскапу відомий з опису похорону короля Густава Вази 1560 року. 

## Опис (блазон)
У всіяному синіми кулями срібному полі червоний лось із золотими рогами та копитами. 

## Зміст
Герб ландскапу може увінчуватися герцогською короною.